# Pseudochirops cupreus
Pseudochirops cupreus là một loài động vật có vú trong họ Pseudocheiridae, bộ Hai răng cửa. Loài này được Thomas mô tả năm 1897.